# Sophie Steiner
Sophie Steiner (* 1981 in Hamburg) ist eine deutsche Schauspielerin.

## Karriere
In ihrer Kinder- und Jugendzeit spielte Steiner Rollen in Fernsehproduktionen wie Der Landarzt, Neues vom Süderhof, Doppelter Einsatz, Die Kommissarin oder Tatort, später dann in Die Rettungsflieger, Die Strandclique oder Ein Fall für zwei.
Von 2002 bis 2005 wurde sie beim Schauspielstudio Frese in Hamburg ausgebildet. Seither ist sie auch in Theaterproduktionen zu sehen wie in Die Krönung Richards III. am Deutschen Schauspielhaus in Hamburg (Regie: Sebastian Nübling) oder dem Schimmelpfennig-Stück Die Frau von früher am Thalia in der Gaußstraße.
2007 spielte sie in der RTL-Comedyserie Geile Zeit.

## Filmografie (Auswahl)
- 1988: Tatort: Spuk aus der Eiszeit (Fernsehfilm)
- 1989–1992: Der Landarzt (Fernsehserie, 10 Episoden)
- 1993: Christinas Seitensprung (Fernsehfilm)
- 1993: Clara (TV-Miniserie, 2 Episoden)
- 1996: Immer im Einsatz – Die Notärztin (Fernsehserie, Episode Um Leben und Tod)
- 1996: Zwei Leben hat die Liebe (Fernsehfilm)
- 1996: Kreis der Angst (Fernsehfilm)
- 1997: Doppelter Einsatz (Fernsehserie, Episode Familienbande)
- 1997: Tatort: Gefährliche Übertragung
- 1997: Neues vom Süderhof (Fernsehserie, 13 Episoden)
- 1997–2003: Ein Fall für zwei (Fernsehserie, 3 Episoden)
- 1998: Sommergewitter (Fernsehfilm)
- 1999: Freunde fürs Leben (Fernsehserie, 2 Episoden)
- 1999–2002: Die Rettungsflieger (Fernsehserie, 2 Episoden)
- 2007–2008: Geile Zeit (Fernsehserie, 11 Episoden)